# SC Magdeburg
SC Magdeburg (pełna nazwa: Handball Magdeburg GmbH) – niemiecki klub piłki ręcznej mężczyzn z siedzibą w Magdeburgu, założony 1 marca 1955, występujący w Bundeslidze.

## Sukcesy
Mistrzostwa Niemiec
- 12 razy (1970, 1977, 1980, 1981, 1982, 1983, 1984, 1985, 1988, 1991, 2001, 2022)
- Puchar Niemiec
- 6 razy (1977, 1978, 1984, 1990, 1996, 2016)

Superpuchar Niemiec
- 2 razy (1996, 2001)

Liga Mistrzów
- 4 razy (1978, 1981, 2002, 2023)

Puchar EHF
- 4 razy (1999, 2001, 2007, 2021)

## Zawodnicy

### Polacy w klubie
| Imię i nazwisko      | Lata gry  |
| -------------------- | --------- |
| Grzegorz Tkaczyk     | 2002–2007 |
| Karol Bielecki       | 2004–2007 |
| Maciej Dmytruszyński | 2005−2006 |
| Bartosz Jurecki      | 2006–2015 |
| Maciej Gębala        | 2013–2016 |
| Tomasz Gębala        | 2013–2016 |
| Andrzej Rojewski     | 2003-2016 |
| Piotr Chrapkowski    | 2017-2023 |

### Polscy trenerzy
| Imię i nazwisko | Lata gry  |
| --------------- | --------- |
| Bogdan Wenta    | 2006–2007 |

### Kadra w sezonie 2023/2024
|  | Bramkarze - 12. Nikola Portner - ?. Sergey Hernández Skrzydłowi - 6. Matthias Musche - 11. Daniel Pettersson - 17. Tim Hornke - 22. Lukas Mertens Obrotowi - 2. Lucas Meister - 25. Magnus Saugstrup - 95. Moritz Preuss | Rozgrywający - 10. Gísli Þorgeir Kristjánsson - 14. Ómar Ingi Magnússon - 20. Philipp Weber - 24. Christian O’Sullivan - 25. Marko Bezjak - 34. Michael Damgaard - ?. Felix Claar - ?. Albin Lagergren |